# Гарсия, Йоэль
Йоэль Гарсия Луис (исп. Yoel García Luis; род. 25 ноября 1973, Нуэва-Херона) — кубинский легкоатлет, специалист по тройному прыжку. Выступал за сборную Кубы по лёгкой атлетике в 1995—2004 годах, обладатель серебряной медали летних Олимпийских игр в Сиднее, чемпион мира в помещении, серебряный призёр центральноамериканского и карибского чемпионата.

## Биография
Йоэль Гарсия родился 25 ноября 1973 года в городе Нуэва-Херона на острове Хувентуд, Куба.
Первого серьёзного успеха в лёгкой атлетике на международном уровне добился в сезоне 1995 года, когда вошёл в состав кубинской сборной и выступил на Панамериканских играх в Мар-дель-Плате, где в зачёте тройного прыжка выиграл бронзовую медаль. Позднее на чемпионате мира в Гётеборге стал в той же дисциплине четвёртым.
Благодаря череде успешных выступлений в 1996 году удостоился права защищать честь страны на летних Олимпийских играх в Атланте — на предварительном квалификационном этапе прыгнул тройным на 16,62 метра, чего оказалось недостаточно для выхода в финал.
В 1997 году одержал победу на чемпионате мира в помещении в Париже, получил серебро на чемпионате Кубы в Гаване, стал серебряным призёром центральноамериканского и карибского чемпионата в Сан-Хуане, выступил на чемпионате мира в Афинах. На международном турнире в немецком Зиндельфингене установил свой личный рекорд в тройном прыжке — 17,62 метра.
В 1999 году отметился победой на чемпионате Кубы в Гаване, тогда как на чемпионате мира в Севилье в финал не вышел.
На Олимпийских играх 2000 года в Сиднее в финале с результатом 17,47 занял второе место и завоевал серебряную олимпийскую медаль, уступив только титулованному британцу Джонатану Эдвардсу.
В 2001 году прыгал тройным на чемпионате мира в Эдмонтоне, в финале показал результат 17,40 и занял четвёртое место.
В 2004 году среди прочего выиграл серебряную медаль на иберо-американском чемпионате в Уэльве. По окончании сезона завершил спортивную карьеру.